# 恩斯特·台尔曼
恩斯特·约翰内斯·弗里茨·台尔曼（德語：Ernst Johannes Fritz Thälmann，德語發音：[ɛʁnst ˈtɛːlman]，1886年4月16日—1944年8月18日），德国共产党中央委员会总书记，共产主义活动家、政治家。

## 政治生涯

### 早年政治活动
台尔曼出生在汉堡一个马车工人的家庭里。1903年17岁加入德国社会民主党。在1904年至1913年之间他当过烧炉工人和货船托运人。他在军队服役早期作为政治煽动者即被开除。
1915年1月14日，台尔曼参加第一次世界大战，在士兵中进行革命工作。他和Rosa Koch结婚。1917年战争快结束时加入德国独立社会民主党。1918年11月9日德国革命当天，他在西部前线写下日记：“……2点钟的时候和四位战友一起逃之夭夭……”

### 德国共产党的崛起
当德国独立社会民主党因是否加入共产国际问题而分裂的时候，台尔曼站在了亲共产主义派的一边，后者于1920年11月与德国共产党合并。当年12月台尔曼被选入德国共产党中央委员会。1921年3月由于所从事的政治活动，他被从其工作的职业介绍所开除。当年夏天台尔曼作为德国共产党代表参加了在莫斯科举行的共产国际第三次代表大会并于其间会见了列宁。1922年6月18日他的住所被暗杀者袭击。右翼民族主义组织Consul成员向其一楼的公寓投掷了一枚手榴弹。台尔曼的妻子和女儿没有受伤，其本人在袭击稍后才回到家中。
台尔曼参加并帮助组织了1923年10月23日至25日的汉堡起义。起义失败后他于一段时间内转入地下。
1924年1月21日列宁去世后，台尔曼访问莫斯科并在葬礼上作为仪仗队成员为列宁抬棺。1924年2月起他成为德国共产党代总书记，5月成为魏玛共和国国会成员。在当年夏天举行的共产国际第五次代表大会上，他被选为共产国际执行委员会成员，并于稍后进入指导委员会。1925年2月1日台尔曼成为德国共产党下属的准军事组织──红色阵线战士同盟主席。10月30日台尔曼成为德国共产党總書記，同年作为候选人参加德国总统大选。
1926年10月台尔曼支持在家乡汉堡举行的码头工人罢工。他认为这对英国煤矿工人的罢工是一种团结支持。英国煤矿工人与1926年5月1日罢工，作为替代煤炭输出港口的汉堡码头因此而受益。台尔曼认为汉堡工人必须行动起来支持英国罢工而不是从英国罢工中消极收益从而阻止英国罢工。
1927年3月22日，恩斯特·台尔曼在柏林参加示威游行，其间被刀刺伤。

### 血腥五月、纳粹党崛起与被捕

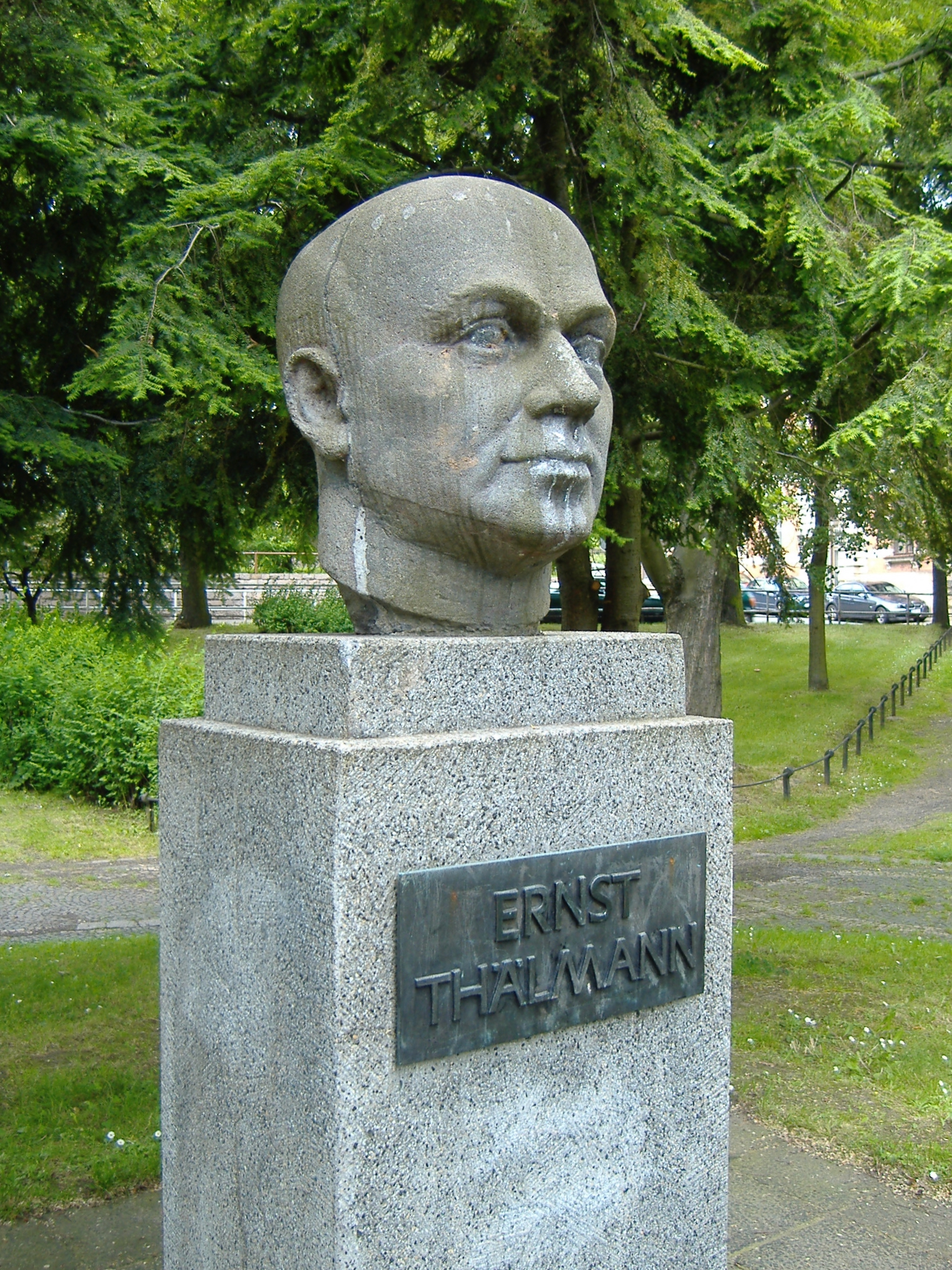
恩斯特·约翰内斯·弗里茨·台尔曼 / 韦尔道 (德国) 2009

在1929年5月1日的示威游行中，由于作为社民党人的普鲁士内政部长卡尔·泽韦林已宣布禁止游行，32人最终被警察镇压打死，史称血腥五月。德国共产党于1929年6月15日在Berlin-Wedding召开第九次代表大会，正值血腥五月事件之后。台尔曼在此明确主张与德国社会民主党实施对立。
根据共产国际纲领，社会民主党人和社会党人被作为“社会法西斯分子”，所以在那段时期内，台尔曼和德国共产党将社会民主党作为主要政敌进行斗争。此纲领的效力持续到1935年，其时共产国际正式转向支持社会主义者战线以对抗纳粹的威胁。
1932年3月11日再次作为候选人参加德国总统大选，竞争对手是当时在职的保罗·冯·兴登堡和阿道夫·希特勒。德国共产党的宣传口号是“投票给兴登堡就是投票给希特勒，投票给希特勒就是投票给战争”。在此不久以后塔尔曼向社会民主党提出建立反法西斯联系战线以共同对抗纳粹。
在1933年1月30日纳粹执政以后，台尔曼提议德国共产党和社会民主党组织大罢工以动摇希特勒，但是没有成功。德国共产党（此时已被纳粹政府取缔）中央委员会在柏林附近的Königs Wusterhausen举行会议，会上台尔曼着重强调了以暴力推翻希特勒统治的重要性。1933年3月3日，台尔曼在柏林被盖世太保逮捕。

## 监禁岁月

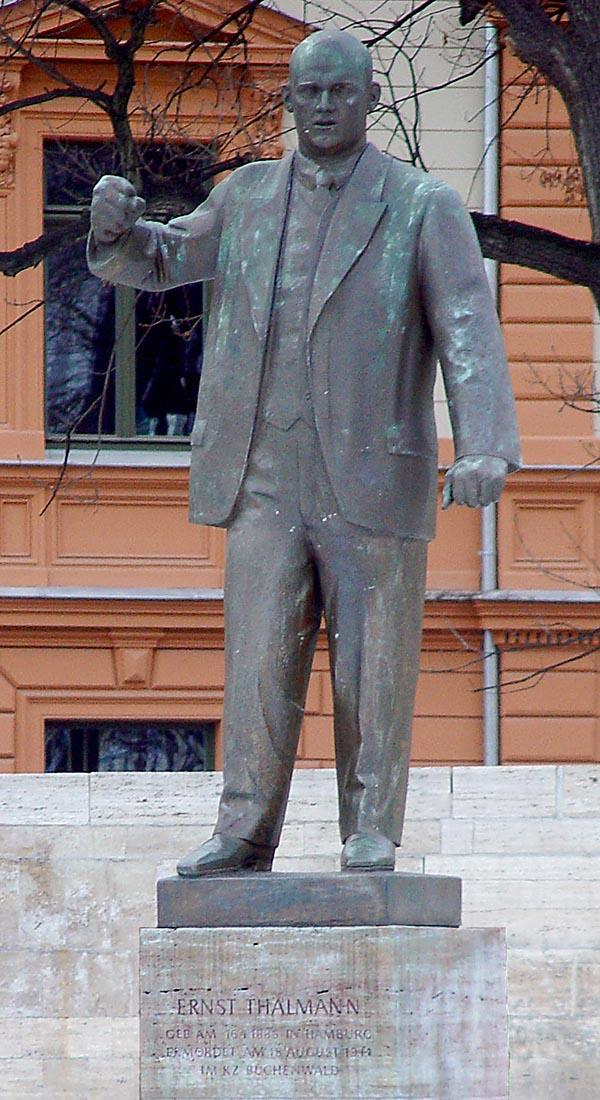
魏玛的恩斯特·台尔曼纪念碑

虽然台尔曼本人声称对审判非常期待，但最终他根本没有受到审判即被监禁。台尔曼对此的解释是他的两名辩护律师（二者都是纳粹党员，没有得到台尔曼的丝毫信任）猜测他将利用审判为契机向世界公众舆论求助并借谴责希特勒，所以将此告知法庭。而且据台尔曼推测，在对季米特洛夫关于“国会纵火案”的审判失败之后，纳粹政府也不愿意再次在法庭上受窘。
1936年4月16日他50岁生日时，来自收到全世界人士的祝贺，包括马克西姆·高尔基和亨利希·曼。同年西班牙内战爆发，其中国际纵队中的两支部队以恩斯特·台尔曼命名。
之后11年半恩斯特·台尔曼一直被当局监禁。1944年8月17日，他从包岑集中营被转移到布痕瓦尔德集中营，8月18日，希特勒下令殺死台爾曼。当天夜里，台尔曼被殺（被殺時距離納粹無條件投降僅剩不到一年）。

## 政治遗产
1945年后，恩斯特·台尔曼同其他惨遭杀害的共产主义者，如罗莎·卢森堡和卡尔·李卜克内西，一道在东德被广为纪念，如有三者及列寧（斯大林後被剪除）出場的臺爾曼傳，很多机构如学校、街道和工厂等纷纷以他的名字命名。他的名字也被用于东德的少年先锋运动，即恩斯特·台尔曼先锋组织。先锋队员以“恩斯特·台尔曼是我的榜样”和“我保证像恩斯特·台尔曼所教导的那样战斗和工作”进行宣誓。20世纪60年代，古巴将一座小岛命名为“恩斯特·台爾曼島”作为纪念，并承诺将该岛赠送给东德。古巴后否认赠送该岛。